# Pobiti Kamani

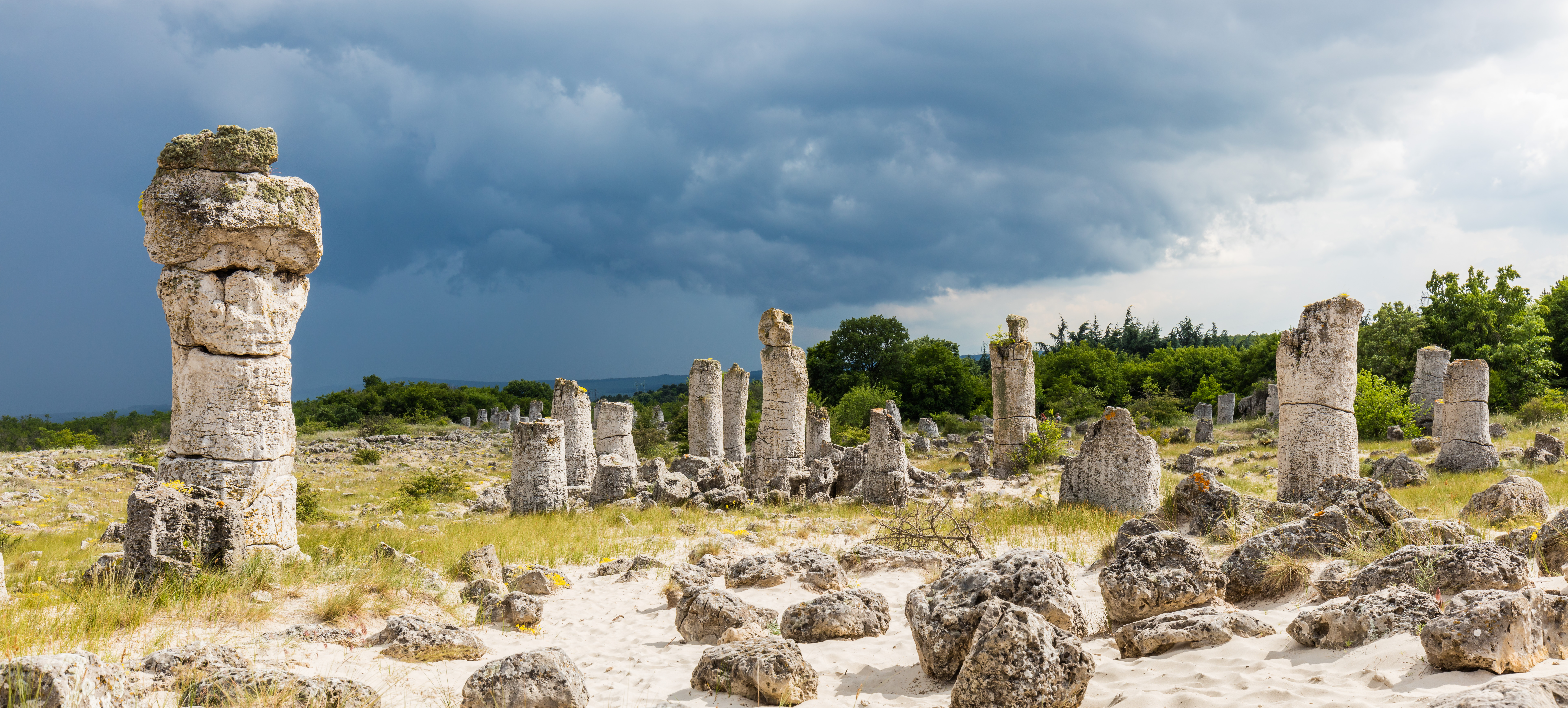

Pobiti Kamani (bulgarisch Побити камъни; übersetzt: „In den Boden gerammte Steine“) ist eine weit gestreute Gruppe von Steinformationen in Bulgarien. Die Nord-Süd-Ausdehnung des Areals beträgt 8 km, die Ost-West-Ausdehnung 3 km. Die Steinformationen befinden sich einen Kilometer östlich von Dewnja, 18 km westlich von Warna und erstrecken sich über eine Fläche von 7 km². Gelegentlich wird wegen der Ähnlichkeit zu Stein gewordenen Bäumen auch die Bezeichnung Steinerner Wald verwendet.
Bis zum Anfang des 19. Jahrhunderts, bis zur genauen Beschreibung durch einen russischen Offizier, wurden diese säulenförmigen Steinformationen für die Überreste einer griechischen Stadt gehalten. Immerhin liegen 10 km weiter westlich die Überreste von Marcianopolis, der größten ehemaligen römischen Stadt im heutigen Bulgarien.

## Lage
Die Steinformationen Pobiti kamani liegen nahe der zu beiden Seiten der Autobahn Warna - Sofia (E 70), zwischen den Dörfern Slantschewo, Banowo und Straschimirowo und dem Ort Poweljanowo, einem Stadtteil von Dewnja. Die Steinformationen sind zu einzelnen Gruppen zusammenfassbar:
- Diklitasch-Gruppe,
- Banowo-Gruppe (in der Nähe des gleichnamigen Dorfes),
- Slantschewo-Gruppe (in der Nähe des gleichnamigen Dorfes),
- Straschimirowo-Gruppe,
- Beloslaw-Gruppe,
- Kanarata,
- Karierata,
- Kuwanlaka,
- Stanzijata.

Die Diklitasch-Gruppe (bulg. Дикили Таш; Name aus dem Türkischen entlehnt) ist die größte, beeindruckendste und am besten erhaltene Formation. Hier sind über 300 Steinsäulen auf einem langen schmalen Streifen (ungefähr 850 mal 120 m) angeordnet. Durch den nördlichen Teil dieser Gruppe führt die Autobahn. Weitere 50 Steinsäulen stehen etwas weiter südlich in einer kleineren Gruppe.
Die Straschimirowo-Gruppe liegt südlich von der Diklitasch-Gruppe und besteht aus vier Reihen, die in Nord-Süd-Richtung verlaufen. Hier haben die meisten Säulen eine deutliche Verdickung in der Mitte.

## Die Steinsäulen

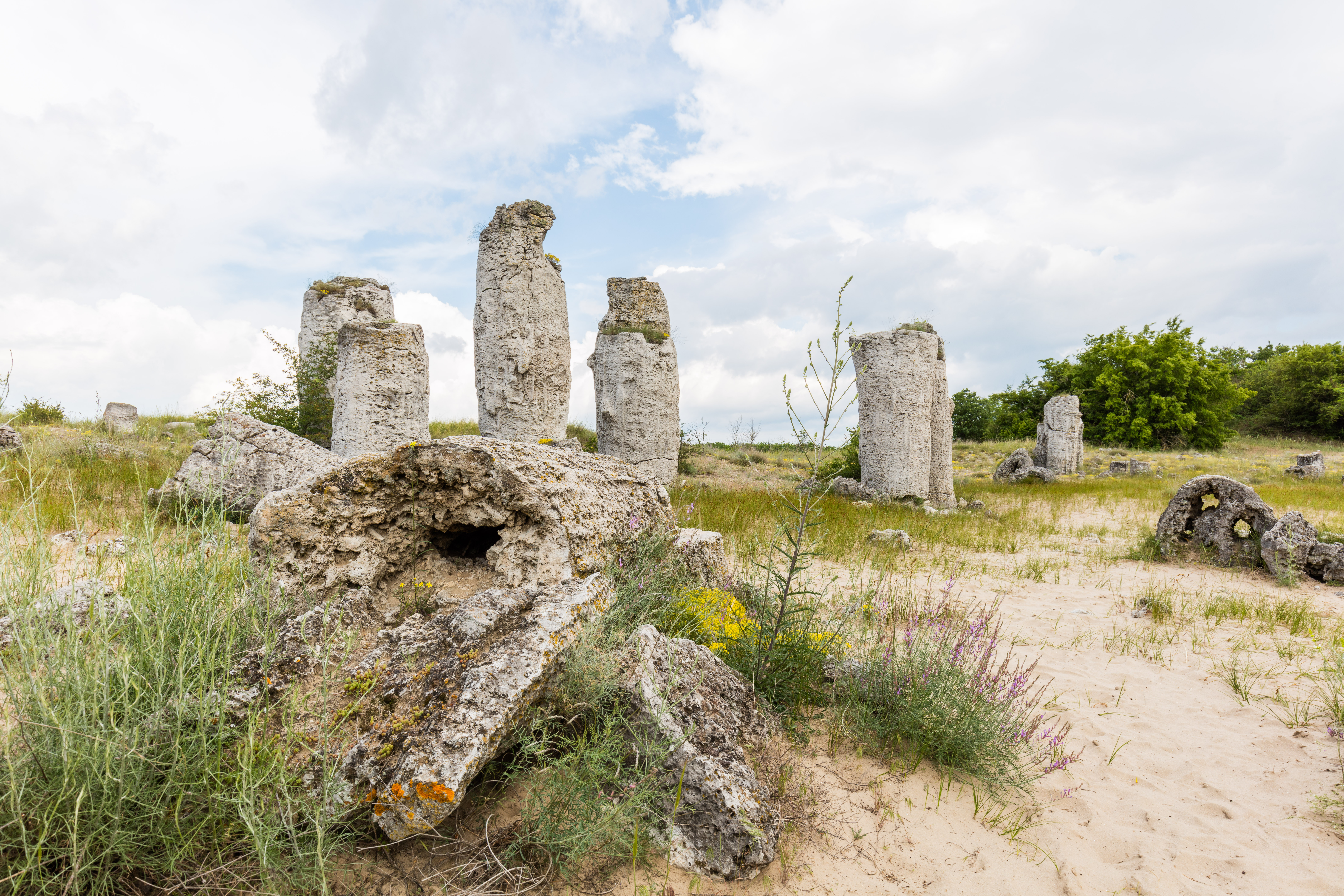

Bei dieser Steinformation handelt es sich um ein seltenes Naturphänomen. Es sind Steinsäulen von 5 bis 7 m Höhe (einige bis 10 m Höhe) und einer Dicke von 30 cm bis 3 m, mit ganz unterschiedlichen Querschnitten. Einige Säulen sind in zwei oder mehr Teile zerbrochen. Sie stehen einzeln oder in Gruppen aufrecht in der Landschaft, so als ob sie eine gewaltige Kraft absichtlich in den Sand gerammt hat. Daher auch der Name Pobitite kamani (mit Artikel; bzw. Pobiti kamani - ohne bestimmten Artikel), was sich etwa mit „Die eingerammten Steine“ oder „Die eingeschlagenen Steine“ übersetzen lässt. Wegen der Ähnlichkeit mit einem versteinerten Wald wird auch gelegentlich die Bezeichnung Steinwald (engl. Stone forest) verwendet, nicht zu verwechseln mit dem Steinwald, einer Karstlandschaft im autonomen Kreis Shilin in China.
Die Säulen haben keine feste Unterlage. Sie sind hohl und mit Sand gefüllt. Neben den sichtbaren Säulen gibt es weitere Säulen, die im Erdreich verborgen sind. Diese verborgenen Säulen sind im Untergrund in drei Etagen angeordnet. Lediglich bei der Säulengruppe Karierata sind diese Etagen freigelegt, so dass dort insgesamt vier Schichten von Säulen sichtbar sind, die sich insgesamt über eine Höhe von 25 m erstrecken. Jede Schicht steht auf einer eigenen Basisschicht aus Kalkstein, die wahrscheinlich alle den gleichen Entstehungsmechanismus haben.
Die Freilegung der unteren Etagen bei der Gruppe Karierata ist zum Teil auch von Menschenhand erfolgt, wahrscheinlich im Zusammenhang mit dem Abbau von Bausand. Diese Sandgrube wird aber nicht mehr genutzt.

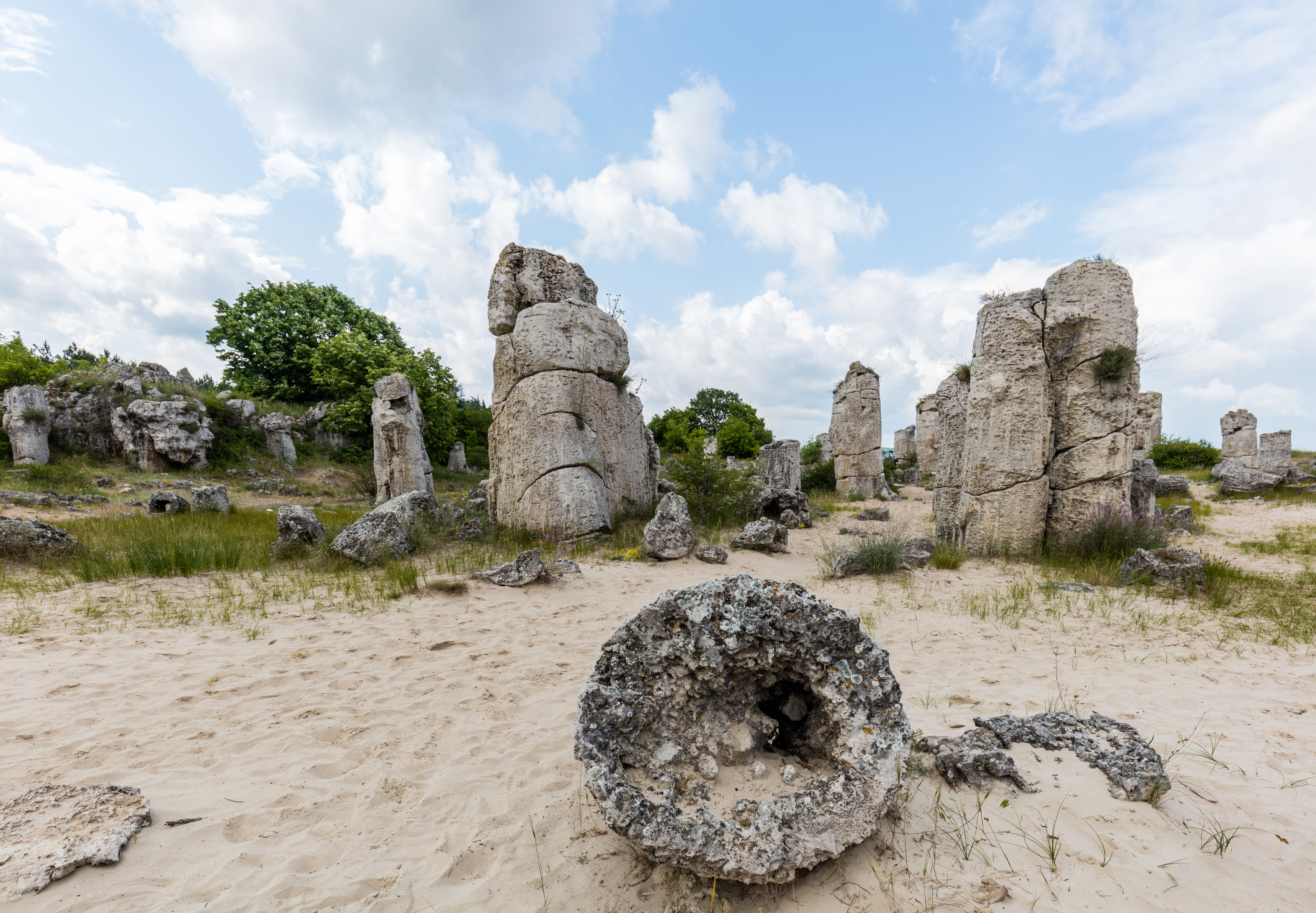

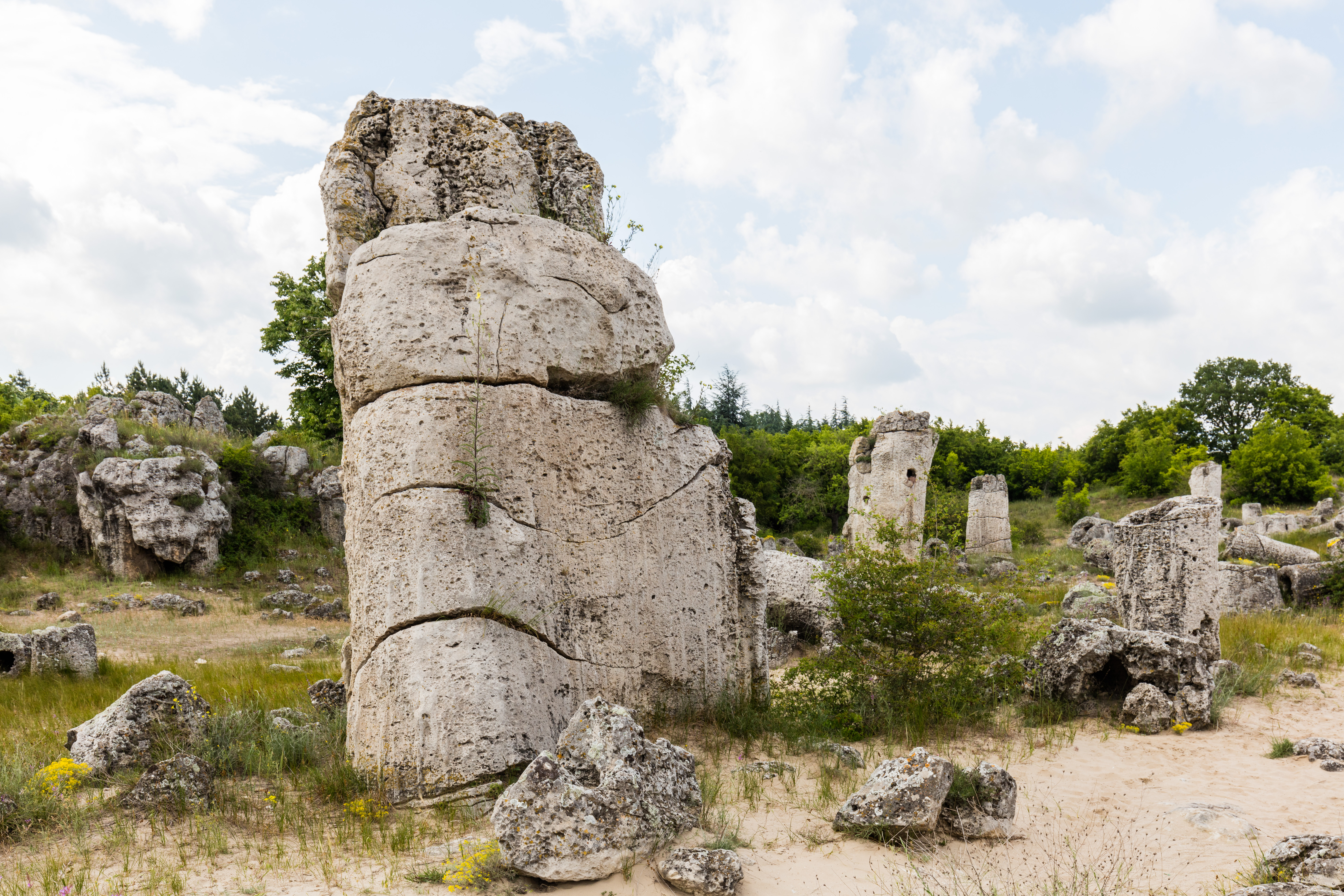

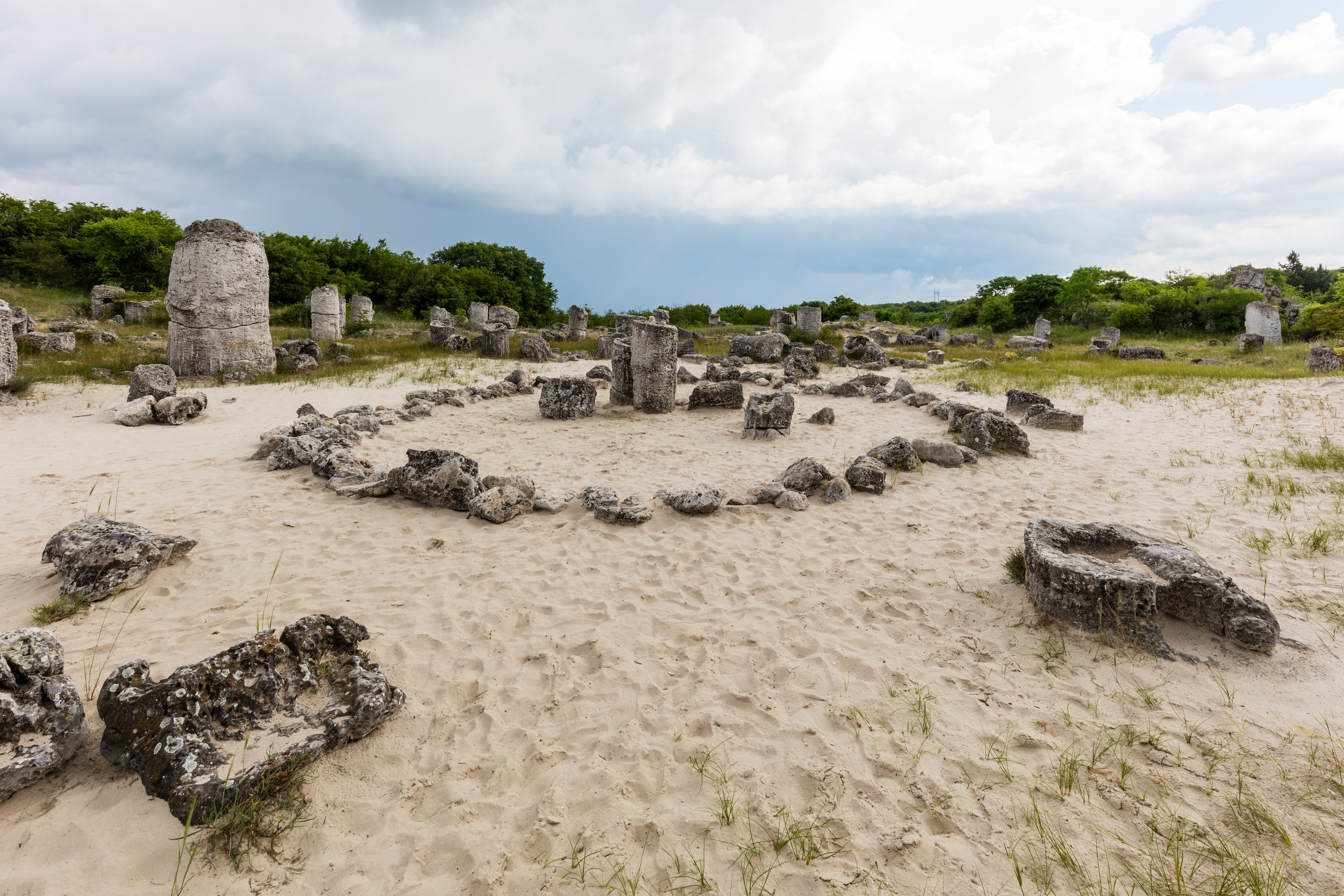

Die Steinsäulen waren in früheren Zeiten ein heiliger Platz. Erstmals dokumentiert wurden sie 1829. Um dieses Naturphänomen zu erhalten, wurde es 1937 zum Schutzgebiet erklärt („nationale Natursehenswürdigkeit“). Viele Steinsäulen erinnern an Tiere oder Menschen und bekamen entsprechende Namen:
- „Der Steinwächter“,
- „Das Kamel“,
- „Der Thron“,
- „Der Steinwald“,
- „Der Löwe“,
- „Der Wasserfall“.

## Ursprung
Über den Ursprung der Formationen, die unter dem Meeresboden vor 50 Millionen Jahren im unteren Eozän entstanden sind, gibt es verschiedene Hypothesen. Einerseits wird ein organischer Ursprung vermutet und die Entstehung auf Ablagerungen von Korallen und Algen zurückgeführt. Andererseits wird ein mineralischer Ursprung angenommen, wobei die Verwitterung prismatische Steinformationen gebildet hat, ähnlich dem Giant’s Causeway in Nordirland. Auch die Bildung von Sand-Kalk-Ablagerungen wird als Ursache vermutet. 
Freigelegt wurden diese Formationen durch Erosion und tektonische Hebungen.
Koordinaten: 43° 13′ 35″ N, 27° 42′ 24″ O